# بوغوليوبوفو
بوغوليوبوفو (بالروسية: Боголюбово) هي مدينة في مقاطعة فلاديمير أوبلاست في روسيا.

## أعلام
- إليزافيتا بيكوفا